# Montenegro (Kolumbien)
Montenegro ist eine Gemeinde (municipio) im Departament Quindío in der kolumbianischen Kaffeeanbauregion (eje cafetero).

## Geographie
Montenegro liegt auf einer Höhe von 1294 m ü. NN 10 km westlich von Armenia. Montenegro grenzt im Norden an Quimbaya, im Süden an Armenia und La Tebaida, im Westen an Obando und La Victoria im Departamento Valle del Cauca und im Osten an Circasia.

## Bevölkerung
Die Gemeinde Montenegro hat 38.469 Einwohner, von denen 31.916 im städtischen Teil (cabecera municipal) der Gemeinde leben (Stand: 2022).

## Geschichte
Die Region wurde im Zuge einer Siedlungsbewegung im 19. Jahrhundert von Antioquia aus besiedelt. Montenegro selbst wurde 1892 gegründet. Zwischen 1897 und 1904 trug der Ort den Namen Villa Quindío. Seit 1911 hat Montenegro den Status einer Gemeinde.
Am 5. Oktober 1951 ereignete sich ein schwerer Eisenbahnunfall bei Montenegro: Nach starken Regenfällen kam es zu einem Erdrutsch, der einen Personenzug verschüttete. Dabei starben 26 Menschen.

## Tourismus
In Montenegro befindet sich der Themenpark Parque del Café. Der Themenpark wurde 1995 gegründet und ist 13 Hektar groß. Das Ziel des Parks ist die Vermittlung und Bewahrung des kulturellen und historischen Erbes des Kaffees in Kolumbien.